# Filip z Baru
Filip z Baru (francouzsky Philippe de Bar,† 1404?) byl mladší syn vévody Roberta z Baru a Marie, sestry francouzského krále Karla V.

## Život
V roce 1390 se zúčastnil společně s Ludvíkem Bourbonským, Enguerrandem z Coucy a Janovany výpadu proti Tunisu, který se do dějin zapsal jako nepříliš úspěšná Mahdijská křížová výprava. Roku 1396 v doprovodu sto šedesáti rytířů vyslyšel výzvu císaře Zikmunda Lucemburského a vydal se ve společnosti dalších francouzských urozenců čelit rozpínavosti osmanských Turků. Zúčastnil se bitvy u Nikopole, v níž výkvět francouzského rytířstva i přes varování zkušených bojovníků bezhlavě zaútočil na armádu sultána Bajezída a zaplatil za svou nerozvážnost krutou porážkou. Většina křižáků byla již na bitevním poli zabita a pouze pár nejbohatších sultán ušetřil pro pozdější jednání o výkupném. Filip zřejmě patřil mezi přeživší a i přesto, že rodiče byli ochotni dát za jeho návrat nemalou sumu, nedočkali se jej. Zemřel v zajetí zřejmě okolo roku 1404.